# Why Husbands Go Mad
Why husbands go mad è una comica muta del 1924 diretta da Leo McCarey con protagonista Charley Chase.
Il film fu distribuito il 13 luglio 1924.